# Candela Peña
María del Pilar Peña Sánchez (Gavà, 14 juli 1973), beter bekend onder de naam Candela Peña, is een Spaans actrice.

## Filmografie
Uitgezonderd korte films en televisiefilms.
| Filmografie als actrice |                                   |
| Jaar                    | Titel                             |
| 1994                    | Días contados                     |
| 1995                    | Hola, ¿estás sola?                |
| 1995                    | Boca a boca                       |
| 1996                    | La Celestina                      |
| 1997                    | ¿De qué se ríen las mujeres?      |
| 1998                    | Insomnio                          |
| 1999                    | Todo sobre mi madre               |
| 1999                    | Novios                            |
| 2001                    | Sin vergüenza                     |
| 2002                    | No somos nadie                    |
| 2003                    | Torremolinos 73                   |
| 2003                    | Descongélate!                     |
| 2003                    | Te doy mis ojos                   |
| 2004                    | ¡Hay motivo!                      |
| 2005                    | Princesas                         |
| 2008                    | El patio de mi cárcel             |
| 2008                    | Los años desnudos (Clasificada S) |
| 2009                    | La isla interior                  |
| 2012                    | Una pistola en cada mano          |
| 2013                    | Yesterday Never Ends              |
| 2014                    | Schimbare                         |
| 2014                    | Le dernier coup de marteau        |
| 2014                    | Las ovejas no pierden el tren     |
| 2015                    | Latin Lover                       |
| 2015                    | El tiempo de los monstruos        |
| 2016                    | Kiki, el amor se hace             |
| 2017                    | Pieles                            |
| 2018                    | Sin rodeos                        |
| 2018                    | Enterrados                        |
| 2019                    | Salir del ropero                  |
| 2020                    | La boda de Rosa                   |
| 2020                    | Black Beach                       |

- Bibsys: 6037885
- Biblioteca Nacional de España: XX1155448
- Bibliothèque nationale de France: cb14215625g (data)
- Catàleg d'autoritats de noms i títols de Catalunya: 981058511354706706
- Gemeinsame Normdatei: 130223816
- International Standard Name Identifier: 0000 0001 1049 6220
- Library of Congress Control Number: nr00008567
- Nationale Bibliotheek van Israël: 987007437271005171
- Nationale Bibliotheek van Polen: a0000002051474
- Nederlandse Thesaurus van Auteursnamen: 424224089
- Système universitaire de documentation: 069462615
- Virtual International Authority File: 29744024
- WorldCat: E39PBJq6T8t7XWjdCbH33Fvyh3